# Сурьянино
Сурьянино — деревня в Болховском районе Орловской области. Административный центр Сурьянинского сельского поселения. Население 66 чел. (2010).

## География
Деревня находится в северной части Орловской области, в лесостепной зоне, в пределах центральной части Среднерусской возвышенности. Расположена около ручья Студёный. Абсолютная высота — 214 метров над уровнем моря.
Уличная сеть представлена тремя объектами: Луговая улица, Садовая улица и Школьная улица.
Географическое положение: в 12 километрах от районного центра — города Болхов, в 51 километре от областного центра — города Орёл и в 287 километрах от столицы — Москвы.
Часовой пояс
Деревня Сурьянино, как и вся Орловская область, находится в часовой зоне МСК (московское время). Смещение применяемого времени относительно UTC составляет +3:00.
Климат
Климат близок к умеренно-холодному, количество осадков является значительным, с осадками даже в засушливый месяц. Среднегодовая норма осадков — 627 мм. Среднегодовая температура воздуха в Болховском районе — 5,1 °C.

## Население
Проживают (на 2017—2018 гг.) 55 жителей в 24 дворах, 2 чел. — до 7 лет, 6 чел. — от 7 до 18 лет, 3 чел. — от 18 до 30 лет, 20 чел. — от 30 до 50 лет, 9 чел. — от 50 до 60 лет и 15 чел. — старше 60 лет.
| 2002 | 2010 |
| ---- | ---- |
| 82   | ↘66  |

Гендерный состав
По данным Всероссийской переписи населения 2010 года в гендерной структуре населения мужчины составляют 48,5% (32 чел.), а женщины — 51,5% (34 чел.).

## Инфраструктура
Было развито сельское хозяйство. Есть школа.

## Транспорт
Через деревню на восток уходит подъездная автодорога 54К-3 к федеральной автотрассе Р92.